# Мугел
Мугел е владетел на кутригурите след 530. След като неговият брат Грод се опитва да наложи християнството в страната, той оглавява бунт срещу него и заема мястото му. Мугел превзема съседния на кутригурите град Боспор, който те контролират до 20-те години, но е принуден отново да го изостави при приближаването на значителна византийска армия.